# Каба, Николя-Луи
Николя́-Луи́ Каба́ (фр. Nicolas-Louis Cabat; 6 декабря 1812, Париж — 13 марта 1893,Париж) — французский художник-пейзажист.

## Биография

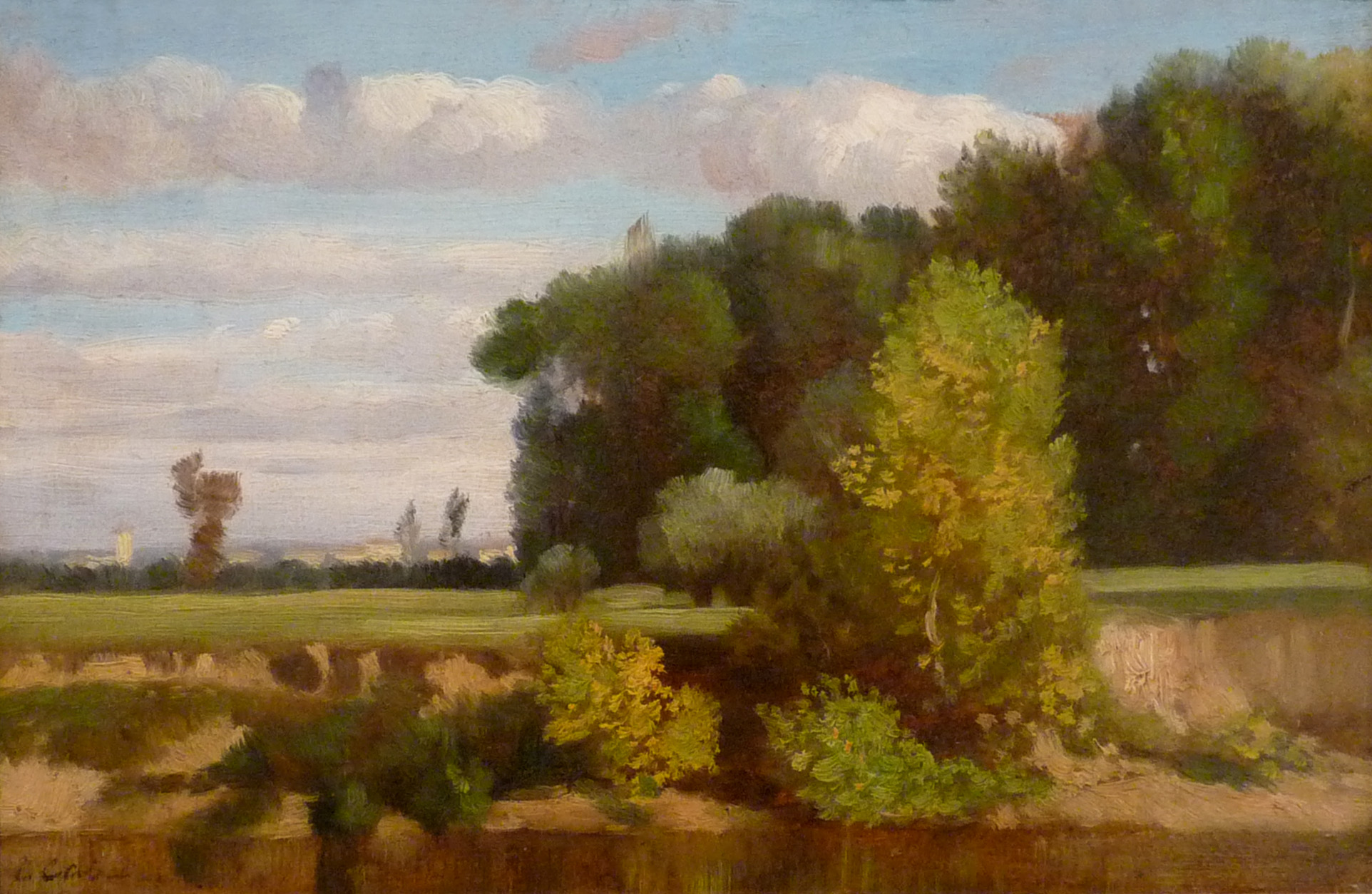
Пейзаж. Ок. 1893

Художественное образование Каба получил под руководством Камиля Флера и вначале изображал окружавшие его родные виды, причём стремился верно передать не только частности, но и общее настроение природы. Рисунок его отличался уверенностью, а колорит, особенно в изображении воздуха и свежей зелени лесов, глубиной и сочностью; зато движение в его картинах часто бывало вымучено.
Каба, вместе со своими соратниками Жюлем Дюпре и Констаном Труайоном, принадлежал к основателям во Франции так называемого «интимного пейзажа». К этому роду произведений Каба относятся картины: «Пруд виллы д’Аврэ» (1834), «Осенний вечер» (обе в Люксембургском музее), «Зимний день» (1836), «Утиный пруд» и «Равнина в Аркезах».
Отправившись в конце 1830-х гг. в Италию, Каба перешёл к изображению идеальных сцен, часто рисуя при этом на библейские сюжеты. К картинам этого направления принадлежат: «Улица в долине Нарни», «Молодой Товит и Ангел», «Немейское озеро», «Ученики в Эммаусе» и др.
Идеалистическое направление не всегда давалось Каба, и он, наконец, в 1860 г. вернулся к своим первоначальным темам. Замечательные картины этого периода деятельности: «Берег Сены около Круасси», «Ручей в лесу» (1864), «Молодой лес в Шампелу», «Буря» и др.
В 1879—1884 годах возглавлял Французскую академию в Риме. Среди учеников Каба, в частности, Поль Альфред де Кюрзон.